# Aurélia Georges
Aurélia Georges (París, 1973) es una directora de cine, guionista y productora francesa.

## Biografía
Aurélia Georges se graduó en la escuela oficial de cine de Francia, la Fémis, Fundación Europea para el Comercio de la Imagen y el Sonido en 2002 y tiene un grado en dirección.
Colaboró en la revista L'art du cinéma. Fue co-poresidenta de la ACID, una asociación de cine independiente, de 2009 a 2010 con Gilles Porte y en 2013 con Frédéric Ramade.
Aurélia presentó sus dos primeros largometrajes (L'Homme qui marche y  La fille et le fleuve ) en la sección ACID de Cannes.
En 2021 estrena como directora y guionista La Place d'une autre (Secret Name) un largometraje ambientado en Francia a principios de la Primera Guerra Mundial en el que una mujer en busca de una redención social que le permita vivir decide suplantar la identidad de una misteriosa mujer que pierde la vida durante un bombardeo. Las principales interacciones en la película ocurren entre mujeres. Los tres personajes femeninos protagonistas de la película tienen que manejar sus vidas sin hombres. La película fue seleccionada por el Festival de Cine de Locarno y por el IV Festival de Cine por Mujeres.

## Filmografía

### Actriz
- 2005 : Mistrz de Piotr Trzaskalski

### Directora
Cortometrajes
- 2002 : Sur la pente
- 2012 : Le Fleuve Seine

Largometrajes
- 2007 : L'Homme qui marche (El hombre que camina)
- 2014 : Le cinéma français se porte bien (codirectora)
- 2014 : La Fille et le Fleuve
- 2021 : La Place d'une autre

## Premios y selecciones
L'Homme qui marche
- Prix de la Meilleure Réalisatrice, Festival Femina de Rio, 2008
- Zabaltegi, San Sebastian, 2007
- Compétition, 13èmes Rencontres de cinéma à Paris, 2007
- ACID Cannes, ACID CANNES, 2007
- Grand Prix, FEstival de Cologne, 2007